# هنمر، ولز
هنمر (به انگلیسی: Hanmer) یک منطقهٔ مسکونی در بریتانیا است که در شهرستان مستقل ورکسام واقع شده‌است. هنمر ۶۶۵ نفر جمعیت دارد.